# 밀크스네이크
젖뱀(milk snake)은 뱀목 뱀과의 파충류이다.

## 특징
젖뱀의 몸길이는 51~152cm까지 성장한다. 그들은 부드럽고 반짝이는 비늘이 있다.

## 습성
젖뱀은 주로 밤에 활동한다.

## 먹이
새끼 젖뱀은 일반적으로 굼벵이, 곤충, 귀뚜라미 및 지렁이를 먹는다. 성체의 먹이는 종종 도마뱀과 작은 포유 동물을 포함한다. 젖뱀은 새와 알, 개구리, 물고기 및 다른 뱀을 먹는 것으로 알려져있다.